# Cotter Smith
Joseph Cotter Smith (Washington D.C., 29 mei 1949) is een Amerikaans acteur.

## Biografie
Smith werd geboren in Washington D.C., en doorliep de high school aan de Lawrenceville School in Lawrenceville (New Jersey). Hierna haalde hij zijn bachelor of arts in literatuur aan de Trinity College in Hartford (Connecticut).
Smith begon in 1982 met acteren in de televisieserie St. Elsewhere, waarna hij nog meerdere rollen speelde in televisieseries en films.
Smith was van 1972 tot en met 1980 getrouwd, en van 1988 tot en met 1996 was hij opnieuw getrouwd met actrice Mel Harris met wie hij een dochter heeft. In 2001 is hij weer opnieuw getrouwd en heeft hieuruit vier stiefkinderen, en woont nu met zijn gezin in New York.

## Filmografie

### Films
Uitgezonderd korte films.
- 2025 Basic Psych - als dr. Grant Harrison
- 2024 Unsinkable - als senator Smith
- 2023 Rustin - als chief Wells
- 2021 Jack and the Treehouse - als Pap
- 2021 Things Heard & Seen - als Tom Claire
- 2018 Compliance - als senator Boyd
- 2018 The Standoff at Sparrow Creek - als Roman
- 2017 The Post - als William Macomber
- 2014 Jack Ryan: Shadow Recruit - als NYPD politieagent
- 2013 Gods Behaving Badly - burgemeester New York
- 2013 The Arrangement - als Paul Pruitt
- 2013 Burning Blue - als admiraal Lynch
- 2013 Assistance - als Alan Johnson
- 2011 Friends with Kids - als Phil Fryman
- 2010 Lunatics, Lovers & Poets - als Scotty MacGregor
- 2010 You Don't Know Jack - als Dick Thompson
- 2008 Depth Charge - als admiraal Butler
- 2005 The Sleeper - als dr. Altman
- 2003 X2 - als president McKenna
- 2003 Reeseville - als John Meyers
- 2000 Run the Wild Fields - als Silas Green
- 1997 Bridge of Time - als Robert Creighton
- 1996 Invader - als dr. Case Montgomery
- 1995 Remember Me - als Adam Nichols
- 1994 Armed and Innocent - als Lonnie
- 1993 Desperate Journey: The Allison Wilcox Story - als Steve
- 1993 With Hostile Intent - als Rob Arnold
- 1993 A Place to Be Loved - als Mike Caldwell
- 1991 The Last Prostitute - als Joe
- 1989 K-9 - als Gilliam
- 1988 Cameron's Closet - als Sam Talliaferro
- 1987 Lady Beware - als Mac Odell
- 1986 D.C. Cops - als Michael Halsey
- 1985 The Rape of Richard Beck - als inspecteur Hugo
- 1985 A Bunny's Tale - als Ned Holcomb
- 1984 Nickel Mountain - als chauffeur
- 1983 Blood Feud - als Robert F. Kennedy

### Televisieseries
Uitgezonderd eenmalige gastrollen.
- 2017-2019 Mindhunter - als unitleider Shepard - 9 afl.
- 2019 The Code - als Asa Turnbull - 3 afl.
- 2013-2017 The Americans - als hulpofficier van justitie - 14 afl.
- 2015 Madam Secretary - als Darren Hahn - 2 afl.
- 2015 The Following - als Nathan - 2 afl.
- 2014 Revolution - president Jack Davis - 5 afl.
- 2012 Person of Interest - als Denton Weeks - 3 afl.
- 2009 Brothers & Sisters - als Gordon Alexander - 2 afl.
- 2005-2006 Night Stalker - als Tony Vincenzo - 10 afl.
- 2004-2005 Tru Calling - als Richard Davies - 6 afl.
- 2001-2005 Judging Amy - als ASA Jeremy Friedman - 4 afl.
- 1995 Courthouse - als Andrew Rawson - 6 afl.
- 1993 L.A. Law - als Tony Henderson - 3 afl.
- 1990-1991 Equal Justice - als Eugene Rogan - 26 afl.
- 1984 Mistral's Daughter - als Frank - 3 afl.

## Theaterwerk opBroadway
- 2010 Next Fall - als Butch
- 1997 An American Daughter - als Timber Tucker
- 1987-1988 Burn This - als Pale

- Biblioteca Nacional de España: XX1265797
- Bibliothèque nationale de France: cb14228199k (data)
- Gemeinsame Normdatei: 1024218260
- International Standard Name Identifier: 0000 0000 7782 6696
- Library of Congress Control Number: no97047369
- Nederlandse Thesaurus van Auteursnamen: 073697060
- Système universitaire de documentation: 09164657X